# Різдвяне Радіо
«Різдвя́не Ра́діо» — сезонне інтернет-радіо, яке входить до складу інтернет-радіостанцій компанії MJoy Multimedia.
Традиційно «Різдвяне Радіо» звучить з 1 грудня до 19 січня.
В ефірі «Різдвяного Радіо»  — спеціальні святкові плейлисти, інтерв'ю з гостями студії, розіграші подарунків, різдвяні кулінарні програми, спогади з дитинства та різдвяні історії відомих людей, включення з вулиць різних міст, які передають різдвяно-новорічні настрої звичайних перехожих, підбірки колядок, а токож власний хіт-парад найкращих пісень року.

Основні радіопрограми:

- «Магія свят в улюбленій книзі» — програма на «Різдвяному Радіо». В її ефірі звучать уривки з художніх творів світових та українських письменників, в яких колоритно описані зимові святкування.
- «12 страв»  — кулінарна програма за участю провідних шеф-кухарів України.
- «Приємні розмови ні про що»  — вечірнє ток-шоу з гостями, які діляться своїми спогадами про свята, розповідають різдвяні історії, колядують.
- «За Кадром» — авторська програма Анастасії Передрій, про різдвяні фільми, які зігрівають душу і допомагають створити магію свята. В ефірі — щодня о 22.00.